# 三加茂町
三加茂町（みかもちょう）は、徳島県の北西部、吉野川の中流部南岸に位置していた町で、2006年（平成18年）3月1日に、三好郡三好町と合併して三好郡東みよし町となった。

## 地理
- 山：風呂塔、日ノ丸山
- 峠：桟敷峠、六地蔵峠
- 河川：吉野川、加茂谷川、山口谷川、大藤谷川、猪ノ谷川
- 滝：土々呂の滝

## 歴史
- 1959年（昭和34年）3月31日 - 加茂町・三庄村が合併して三加茂町が発足。
- 2006年（平成18年）3月1日 - 三好町と合併して東みよし町が発足。同日三加茂町廃止。

## 地域

### 教育

#### 中学校
- 三加茂町立三加茂中学校

#### 小学校
- 三加茂町立加茂小学校
- 三加茂町立三庄小学校
- 三加茂町立西庄小学校
- 三加茂町立絵堂小学校

## 交通

### 鉄道路線
四国旅客鉄道（JR四国）
徳島線：（井川町） - 阿波加茂駅 - 三加茂駅 - 江口駅 - （つるぎ町）
中心となる駅：阿波加茂駅

### 道路

#### 高速道路
- なし

#### 一般国道
- 国道192号

#### 県道
- 徳島県道44号三加茂東祖谷山線

## 名所・旧跡・観光スポット・祭事・催事
- 加茂の大クス（樹齢1000年余、特別天然記念物）
- 舞寺
- 丹田古墳
- ぶぶるパークみかも

## 出身有名人
- 田岡一雄（三代目山口組組長）
- 桂七福（落語家）
- 鈴木愛（プロゴルファー）
- 檜與平（元大日本帝国陸軍戦闘機操縦者）